# Wladimir Cid
Wladimir Alejandro Cid Fuentes (Dichato, Tomé, Chile; 28 de mayo de 1997) es un futbolista chileno que juega como delantero y actualmente se desempeña en Santiago Morning de la Primera B de Chile.

## Trayectoria
Oriundo de Dichato, un sector de la comuna de Tomé, inició su carrera en las inferiores de Naval y luego pasó a Universidad de Concepción, debutando en el primer equipo en 2017.
Para obtener continuidad, fue cedido a préstamo primero a Fernández Vial y luego a General Velásquez, siendo dejado libre a fines de 2019.
En 2020 fue fichado por Deportes Limache, logrando obtener el título de Tercera División A. Al año siguiente, regresa a General Velásquez.
En 2022, firma por Barnechea, teniendo su primera experiencia en la Primera B. Tras una buena campaña individual, en diciembre de 2023 es anunciado como nuevo jugador de Coquimbo Unido de la Primera división chilena.
En febrero de 2023 se anuncia su cesión a San Luis de la Primera B.

## Clubes
| Club                         | País  | Año       |
| ---------------------------- | ----- | --------- |
| Universidad de Concepción    | Chile | 2017-2020 |
| → Fernández Vial (cedido)    | Chile | 2018      |
| → General Velásquez (cedido) | Chile | 2019      |
| Deportes Limache             | Chile | 2020      |
| General Velásquez            | Chile | 2021      |
| Barnechea                    | Chile | 2022      |
| Coquimbo Unido               | Chile | 2023      |
| → San Luis (cedido)          | Chile | 2023      |
| Universidad de Concepción    | Chile | 2024      |
| Santiago Morning             | Chile | 2025-Act. |

## Palmarés

### Campeonatos nacionales
| Título             | Club  | País             | Año  |
| ------------------ | ----- | ---------------- | ---- |
| Tercera División A | Chile | Deportes Limache | 2020 |